# Xenia spicata
Xenia spicata är en korallart som beskrevs av Li 1982. Xenia spicata ingår i släktet Xenia och familjen Xeniidae. Inga underarter finns listade i Catalogue of Life.